# Didi Perego
Didi Perego numele de artist al Aidei Perego (n. 13 aprilie 1935, Milano, Regatul Italiei – d. 28 iunie 1993, Roma, Italia) a fost o actriță italiană de film și televiziune. Printre cele mai cunoscute filme ale sale se numără 

## Biografie
Debutul ei a avut loc în 1959, în filmul lui Franco Rossi Moartea unui prieten, urmat în același an de cea mai cunoscută interpretare a ei, rolul Sofiei din Kapò de Gillo Pontecorvo, pentru care a câștigat Panglica de Argint al Uniunii Naționale a Jurnaliștilor Cinematografici italieni ca cea mai bună actriță în rol secundar. A lucrat necontenit într-o serie de producții italiene, adesea cu Franco Franchi și Ciccio Ingrassia, dar a avut și un rol în psihodrama lui Sidney Lumet, din 1969, The Appointment.
A apărut în câteva seriale de televiziune britanice, cum ar fi The Special Agent, Mr. Rose și The Secret Agent. De asemenea, a făcut parte din distribuția dramelor de televiziune RAI, inclusiv The Vanity Fair din 1967. În 1988 a participat la filmul polițist pentru copii Operațiunea Pappagallo, prima operă a regizorului roman Marco Di Tillo, după un scenariu de Piero Chiambretti, Claudio Delle Fratte și DiTillo însuși.
A fost deosebit de activă în dublare, ca voce (înlocuind, printre altele, vocea Marisei Fiorio în episodul Luciana din filmul La mia signora), dar mai ales ca regizor pentru aproape o sută de filme. De asemenea, a dat vocea lui Armoire, garderoba din filmul de animație Disney Frumoasa și Bestia (1991).
A decedat de cancer în 1993 la vârsta de 58 de ani.

## Filmografie selectivă
- 1959 Morte di un amico, regia Franco Rossi
- 1959 Kapò, regia Gillo Pontecorvo
- 1959 Caltiki il mostro immortale, regia Riccardo Freda
- 1960 Cu toții acasă (Tutti a casa), regia Luigi Comencini
- 1961 Che gioia vivere, regia René Clément
- 1962 Cronache del '22, regia Giuseppe Orlandini
- 1962 Un uomo da bruciare, regia Paolo e Vittorio Taviani și Valentino Orsini
- 1963 I 4 tassisti, regia Giorgio Bianchi
- 1963 Fata din Parma (La parmigiana), regia Antonio Pietrangeli
- 1963 Le monachine, regia Luciano Salce
- 1963 La visita, regia Antonio Pietrangeli
- 1964 Dragostea mea (Amore mio), regia Raffaello Matarazzo
- 1964 Amore facile, regia Gianni Puccini
- 1965 Lo scippo, regia Nando Cicero
- 1965 La bugiarda, regia Luigi Comencini
- 1966 Ischia operazione amore, regia Vittorio Sala
- 1967 Arrriva Dorellik, regia Steno
- 1968 Erotissimo, regia Gérard Pirès
- 1968 Escalation, regia Roberto Faenza
- 1969 La virtù sdraiata (The Appointment), regia Sidney Lumet
- 1970 Portami quello che hai e prenditi quello che vuoi, regia Philippe de Broca
- 1970 Și a venit ziua lămâilor negre (E venne il giorno dei limoni neri), regia Camillo Bazzoni
- 1970 Cerca di capirmi, regia Mariano Laurenti
- 1970 Sledge (A Man Called Sledge), regia Vic Morrow
- 1971 Ma che musica maestro, regia Mariano Laurenti
- 1971 Fuga e sănătoasă (La Poudre d'escampette), regia Philippe de Broca
- 1972 Continuavano a chiamarli... er più e er meno, regia Mariano Laurenti
- 1972 Continuavano a chiamarli i due piloti più matti del mondo, regia Mariano Laurenti
- 1972 Racconti proibiti... di niente vestiti, regia Brunello Rondi
- 1972 Dragă Louise (Chère Louise), regia Philippe de Broca
- 1972 Il maschio ruspante, regia Antonio Racioppi
- 1974 La signora gioca bene a scopa?, regia Giuliano Carnimeo
- 1974 Per amare Ofelia, regia Flavio Mogherini
- 1982 Pierino la peste alla riscossa!, regia di Umberto Lenzi
- 1982 Il mondo nuovo, regia di Ettore Scola
- 1982 Cicciabomba, regia di Umberto Lenzi
- 1983 Juke box, regia diverși regizori
- 1988 Operazione pappagallo, regia Marco Di Tillo
- 1991 Cattiva, regia Carlo Lizzani
- 1991 Femei în fustă (Donne con le gonne), regia Francesco Nuti
- 1992 Maledetto il giorno che t'ho incontrato, regia Carlo Verdone ()

## Premii și nominalizări
- Nastro d'argento
  - 1961 – Cea mai bună actriță în rol secundar pentru Kapò
  - 1964 – Nominalizare la Cea mai bună actriță în rol secundar pentru La Parmigiana